# Hrvatska Keča
 Hrvatska Keča ili Keča (rumunjski: Checea odnosno Checea Croată) je općina i istoimeno naselje u županiji Timiş, u Rumunjskom dijelu Banata. 

## Zemljopisni položaj
Nalazi se uz rumunjsko-srbijansku granicu odnosno uz granicu s autonomnom pokrajinom Vojvodinom. Smještena je istočno od sela Checea Romînă, a sjeverozapadno od Hrvatskog Čeneja.

## Hrvati u Keči
Kečanski Hrvati su jedini rumunjski Hrvati za koje je poznato, prema izvorima, kada i odakle su došli njihovi preci u današnji zavičaj. Godine 1699. bio je potpisan Karlovački mir između Habsburškog i Osmanskog Carstva. Posljedica toga mirovnog sporazuma bila je da je zagrebački biskup, koji je istodobno bio i topuski opat, ponovno došao u posjed velikih dijelova imanja nekadašnje opatije u Topuskom (1211. – 1463.), s obiju strana rijeke Kupe. Na tom području su se od davnine nalazili brojni predijalci, uživatelji predija čiji je vlasnik bio zagrebački biskup. Oni su njemu zauzvrat obavljali različite službe, u prošlosti najviše vojničke. Za vlade Marije Terezije, godine 1750., bila je donesena odluka o uređenju Vojne krajine, pa su posjedi pokupske gospoštije uključeni u taj vojnički pojas. Kao naknadu za to, zagrebački je biskup dobio banatsko vlastelinstvo Biled, zapadno od Temišvara. No, graničarske vlasti u Pokuplju nisu priznavale plemićka prava predijalaca, tako da su se oni u dogovoru s biskupom odlučili preseliti u Banat. Preseljenje je započeo biskup Tomo Galjuf 1788. godine, a nastavio i dovršio biskup Maksimilijan Vrhovac 1801. godine. Predijalci su se naselili u Hrvatskoj Boki, Hrvatskoj Klariji (danas spojenu sa Srpskom Klarijom u jedinstvenu Klariju, kasnije preimenovanu u Radojevo) i Hrvatskoj Neuzini, koje su danas u srpskom dijelu Banata, te u Hrvatskoj Keči u Rumunjskoj.
U Hrvatsku Keču se 1801. godine na posjed zagrebačkog biskupa doselilo četrnaest hrvatskih obitelji iz Pokuplja, koje su dobile više od 8000 lanaca prostrane i plodne zemlje. Tri su se obitelji ubrzo vratile u domovinu a ostale su do 1848. godine obrađivale zemlju i plaćale porez. Nešto kasnije postale su i njezini vlasnici, pa su tako neke od hrvatskih obitelji imale u ono doba zavidnih i po 200 do 300 jutara zemlje. Zanimljivo je da su sve do 1930. godine tamošnji Hrvati imali u selu, uz rumunjsku, i vlastitu hrvatsku općinu. U školi se sve do pedesetih godina prošloga stoljeća podučavao hrvatski jezik, a učitelj je bio Jozo Srzić iz Makarske.
Hrvatski dio Keče obuhvaća dvije ulice u zapadnom kraju sela, Orvatski sokak i Mačev kraj.

## Vanjske poveznice
- MVPEI.hr Hrvatska nacionalna manjina u Rumunjskoj[neaktivna poveznica]
- Službene stranice Keče  Arhivirana inačica izvorne stranice od 30. prosinca 2020. (Wayback Machine)
- Fallingrain.com Hrvatska Keča (Checea Croată)